# Kamiczka
Kamiczka (deutsch Kämitzfeld) ist eine Ortslage in  der Stadt Gościno (Groß Jestin) in der Woiwodschaft Westpommern in Polen. 
In den 1870er Jahren wurde eine Gruppe von acht Hofstellen (Abbauten) zwischen Groß Jestin und Kämitz angelegt, die den Ortsnamen „Kämitzfeld“ erhielt. Im Jahre 1885 wurden 55 Einwohner gezählt, im Jahre 1895 43 Einwohner und im Jahre 1905 37 Einwohner. 
Bis 1945 bildete Kämitzfeld einen Wohnplatz in der Gemeinde Groß Jestin und gehörte mit dieser zum Kreis Kolberg-Körlin in der Provinz Pommern.
Nach 1945 kam Kämitzfeld, wie ganz Hinterpommern, an Polen. Es erhielt den polnischen Ortsnamen „Kamiczka“ und bildet heute eine Ortslage am landwirtschaftlich geprägten südwestlichen Rand des Stadtgebiets von Gościno (Groß Jestin). 